# ستيف دويغ
ستيف دويغ (بالإنجليزية: Steve Doig)‏ هو لاعب كرة قدم أمريكية أمريكي، ولد في 28 مارس 1960 في ميلروز في الولايات المتحدة.

## وصلات خارجية
- ستيف دويغ على موقع مرجع كرة القدم المحترفة.كوم (الإنجليزية)